# Buddapræsternes Hævn
Buddapræsternes Hævn er en tysk stumfilm fra 1917 af Robert Wiene.

## Medvirkende
- Bruno Decarli som Greven.
- Bernhard Goetzke.
- Hermann Picha.
- Mechthildis Thein.
- Conrad Veidt.